# 바우덕이(김암덕)묘
바우덕이(김암덕)묘는 경기도 안성시 서운면에 있는 묘이다. 2001년 9월 7일 안성시의 향토유적 제38호로 지정되었다.

## 개요
바우덕이는 안성남사당의 전설적인 인물이며, 우리나라 남사당 역사에서 유일무이한 여성 꼭두쇠로 알려진 인물이다. 구전에 의하면 5살 때 머슴살던 아버지가 병으로 사망하자 남사당패에 맡겨져 살면서 재주를 익혀 염불, 소고춤, 줄타기 등 남사당의 모든 기예를 익혔다고 한다. 15살 때 당시 안성남사당패를 이끌던 윤치덕이 사망하자 남사당패의 관례를 깨고 바우덕이를 우두머리인 꼭두쇠로 선출했다. 바우덕이는 여성꼭두쇠라는 특성과 탁월한 기예로 안성 남사당패를 최고의 인기패로 육성했다. 
전해오는 이야기에 의하면 1865년(고종2)년 경복궁 중건 공사 때, 인부들을 위로하기 위해 전국의 남사당패를 불러들였다고 한다. 이때 안성에 거주하던 이승지의 후원으로 바우덕이패와 안성 돌우물패가 최고의 인기를 얻어 흥선대원군으로부터 옥관자기를 하사받았다고 한다. 
바우덕이가 살던 곳은 청룡사가 위치한 불당골인데, 이 곳은 예로부터 남사당패가 겨울을 나던 장소이다. 이 곳 남사당패는 청룡사의 신표를 받아 봄부터 가을까지 전국을 누비고, 겨울에는 이곳에 와서 월동을 했다고 한다. 바우덕이는 23세 때 폐병으로 사망했다고 하며, 마지막에 그를 돌보던 이경화가 망인의 유지에 따라 청룡골 입구 개울가 양지바른 곳에 매장했다고 한다.

## 같이 보기
- 안성남사당

## 참고 문헌
- 바우덕이(김암덕)묘 - 안성문화관광 - 시지정문화재